# Guida DIN
Guide Omega, guide a cappello, guide C o G (o in gergo: guide DIN) sono guide metalliche di tipo standard ampiamente utilizzate per il montaggio di apparecchiature di controllo industriale all'interno di quadri elettrici. Questi prodotti sono in genere realizzati in lamiera di acciaio al carbonio laminata a freddo con finitura superficiale brillante  zincata o  cromata. Sebbene siano metallici, sono pensati solo per il supporto meccanico e non sono utilizzati come blindosbarra per condurre la corrente elettrica, sebbene possano fornire una connessione per la messa a terra.
Il termine "guida DIN" deriva dalle specifiche originali pubblicate da Deutsches Institut für Normung (DIN) in Germania, che sono state adottate come standard europei (EN) prima e internazionali (IEC) poi.  Il concetto originale fu sviluppato e implementato in Germania nel 1928 e fu elaborato negli standard attuali negli anni 1950.

## Tipi
Esistono tre tipi principali di guide DIN:
- Sezione a cappello o tipo Ω (omega), con sezione trasversale a forma di cappello.
- Sezione C
- Sezione G

### Guida a cappello (omega) secondo la norma IEC/EN 60715
Questa guida larga 35 mm viene ampiamente usata per montare disgiuntori, relè, Controllori logici programmabili e altre apparecchiature elettriche.
La norma IEC/EN 60715 prevede 3 misure di questo tipo di guida a cappello: 
- TH 15 - 5,5
- TH 35 - 7,5 (versione mostrata nel disegno qui sopra)
- TH 35 - 15

Negli Stati Uniti d'America è nota come TS35 rail.

### Guida a sezione C secondo la norma IEC/EN 60715
Queste guide sono simmetriche all'interno delle tolleranze date. Ci sono quattro guide normalizzate a sezione C: C20, C30, C40 e C50. 
Il suffisso numerico corrisponde all'altezza verticale complessiva della guida.

### Sezione G secondo la norma IEC/EN 60715

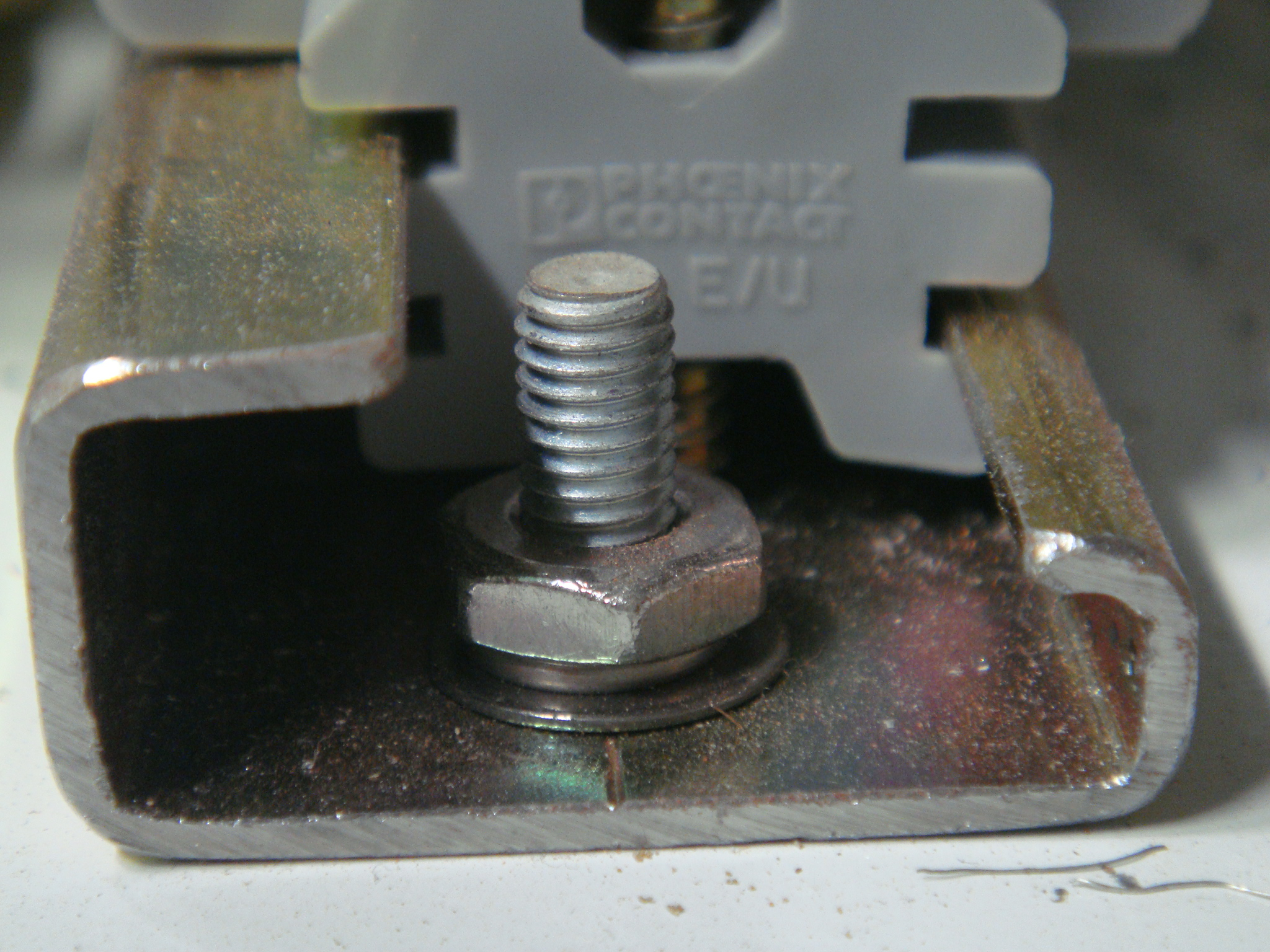
Sezione trasversale di una guida a sezione G, con apparecchiature elettriche montate (Phoenix Contact).

Questa guida ha un'unica dimensione normalizzata nella IEC/EN 60715.
La guida a sezione G è normalmente utilizzata per sostenere componenti più pesanti e di potenza più elevata, è montata con il lato più profondo nella parte inferiore e l'attrezzatura è agganciata al labbro, quindi ruotata finché non si aggancia sul lato più basso.

## Norme correlate
- Standard europeo EN 50022: abrogato e sostituito dalla IEC/EN 60715:2017
- Standard internazionale IEC 60715: Dimensions of low-voltage switchgear and controlgear - Standardized mounting on rails for mechanical support of switchgear, controlgear and accessories.
- Standard tedesco DIN 43880 che stabilisce, fra l'altro, le larghezze standard delle apparecchiature da montare nei quadri elettrici. Queste larghezze vengono espresse in termini di "Moduli DIN", dove un modulo DIN corrisponde ad una larghezza di 18 mm.[4]
- Standard australiano AS 2756.1997: apparecchiature di manovra e quadri di bassa tensione. Guide di montaggio per il supporto meccanico di apparecchiature elettriche.